# Aeto I
Aeto (in greco antico: Ἀετὸς?, Aetòs, in demotico: Ꜣyꜣtws; Aspendo, ... – ...; fl. III secolo a.C.), noto nella storiografia moderna come Aeto I, è stato un militare, funzionario e sacerdote egizio vissuto nel III secolo a.C.

## Biografia
Figlio di un certo Apollonio e proveniente da Aspendo, in Panfilia, Aeto I diventò governatore militare (στρατηγός, strategós) di Cilicia sotto Tolomeo II Filadelfo tra il 279 e il 253 a.C. Fondò la città di Arsinoe, in onore della regina Arsinoe II, cacciando i nagidi e dando terre a nuovi coloni. Si trasferì quindi in Egitto con la sua famiglia e diventò sacerdote eponimo di Alessandro nel 253/252 a.C.

### Discendenza
Aeto I ebbe due figli: Aeto II e Trasea, strategós di Cilicia e Celesiria. Da Aeto ebbe un nipote, Aeto III, strategos di Cilicia e sacerdote eponimo di Alessandro nel 197/196 a.C.; da Trasea ebbe invece tre nipoti: Tolomeo (strategos di Celesiria e Fenicia), Apollonio (strategos di Celesiria) e Trasea.